# Petarangan (Kemranjen)
Petarangan is een bestuurslaag in het regentschap Banyumas van de provincie Midden-Java, Indonesië. Petarangan telt 4517 inwoners (volkstelling 2010).